# Rudolf Englert (Maler)
Rudolf Englert (* 2. Juni 1921 in Duisburg; † 21. Februar 1989 in Ostercappeln) war ein deutscher Maler und Graphiker der informellen Kunst des 20. Jahrhunderts.

## Leben
Von 1941 bis 1943 studierte Rudolf Englert an der Staatlichen Hochschule für Bildende Künste Düsseldorf. Von 1944 bis 1952 war er freier Maler. Von 1952 bis 1956 absolvierte er ein Studium an der Folkwangschule in Essen und unterrichtete anschließend als Kunsterzieher von 1957 bis 1961 in Berlin. Von 1959 an schuf er figurative Materialcollagen und serielle Kompositionen und ab 1976 entwickelte er die skriptuale Linie als „Geschriebene Malerei“. Ab 1961 war er wieder freier Maler. Von 1982 an fokussierte er sich künstlerisch auf das Zeichenelement Schlaufe. Rudolf Englert unternahm Studienreisen in Europa, nach Marokko und den Kanarischen Inseln. Der Künstler hinterließ ein sehr umfangreiches, vielschichtiges Werk.

## Einzelausstellungen
- 1954 Kunstkabinett Neuburger Duisburg.
- 1957 Galerie im Wannseeheim Berlin.
- 1960 Galerie Schüler Berlin; Galerie Boisserée Berlin.
- 1961 Märkisches Museum der Stadt Witten; Graphische Sammlung der Kunsthalle Kiel.
- 1963 Galerie Tyllibs Hamburg; Haus Mackensen Worpswede; Galerie Schnoor Bremen; Kunstkreis 52 Gelsenkirchen.
- 1964 Künstlerhaus Hannover; Kunstpavillon der Stadt Soest.
- 1965 Galerie Rothe Heidelberg; Galerie „L’ange aigu“ Brüssel; Städtisches Gustav-Lübcke-Museum Hamm; Kunstverein Oldenburg.
- 1967 Galerie S. Ben Wargin Berlin; Wilhelm-Morgner-Haus der Stadt Soest; Galerie Schindler Berlin.
- 1968 Galerie Wendtorf Oldenburg.
- 1969 Pfalzgalerie Kaiserslautern; Städtisches Museum Osnabrück; Kunstfreunde Wilhelmshaven.
- 1971 Osnabrück, Antiquariat Schöningh
- 1972 Buchhandlung Herder Freiburg/i.Br.; Ecole des beaux-arts Angers/Frankreich; Kulturgeschichtliches Museum/Dominikanerkirche Osnabrück
- 1973 Kunstpavillon der Stadt Soest; Städt. Galerie im Parktheater Iserlohn
- 1974 Museum Böttcherstraße Bremen; Galerie Wendtorf u. Swetec Düsseldorf; Galerie Nova Hagen
- 1975 Kaiser-Wilhelm-Museum Krefeld
- 1976 Galerie Art in Progress München
- 1977 Galerie Lüpke Frankfurt/M.
- 1978 Galerie Löhrt Willich-Schiefbahn; Städt. Museum Göttingen
- 1978 Wilhelm-Lehmbruck-Museum Duisburg
- 1986 Kulturgeschichtlichen Museum Osnabrück

Werke von Rudolf Englert befinden sich in wichtigen öffentlichen und privaten Sammlungen.

## Auszeichnungen
- 1966 Stipendium der Aldegrever-Gesellschaft in Münster.
- 1967 Gastatelier der Stadt Wolfsburgs
- 1967 Gastatelier Akademie der Künste Berlin
- 1968 Stipendium der Akademie der Künste Berlin in Olevano-Romano